# Entre-deux-Eaux
Entre-deux-Eaux ist eine französische Gemeinde mit 509 Einwohnern (1. Januar 2022) im Département Vosges in der Region Grand Est (bis 2015 Lothringen). Sie gehört zum Arrondissement Saint-Dié-des-Vosges und zum Gemeindeverband Saint-Dié-des-Vosges.

## Geografie

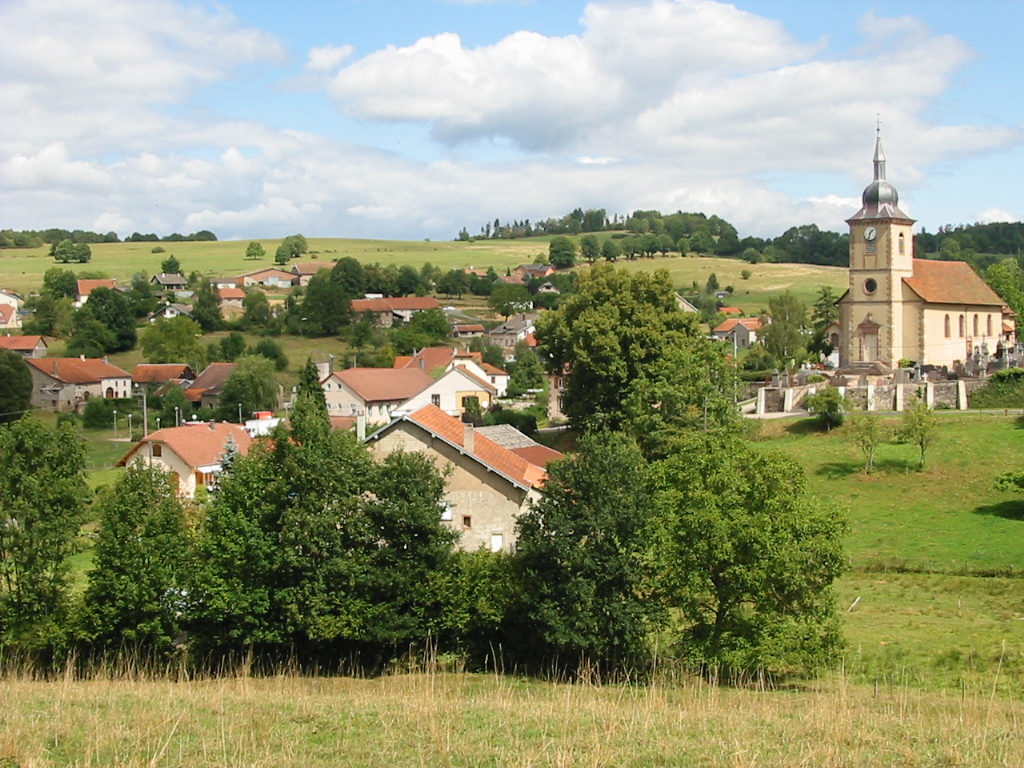
Blick auf Entre-deux-Eaux

Die Gemeinde Entre-deux-Eaux liegt etwa acht Kilometer südöstlich der Stadt Saint-Dié-des-Vosges am Rande der Vogesen in einem Seitental der Meurthe. Durch das Gemeindegebiet fließt der Bach Ruisseau de la Mie in Ost-West-Richtung. Das nördlich und südlich des Bachlaufes ansteigende stark bewaldete Gelände erreicht Höhen von über 500 m über dem Meer, während das Dorf Entre-deux-Eaux auf etwa 420 m Höhe liegt. Die höchste Erhebung bildet die Tête de la Behouille mit 734 m im äußersten Osten der Gemeinde. Eine weitere markante Landmarke ist die Bergkuppe des 535 m hohen Bois de la Planchette im Norden der Gemeinde. Zu Entre-deux-Eaux gehören die Ortsteile Remémont, La Planchette, Le Moncel und Fouchifol.
Nachbargemeinden von Entre-deux-Eaux sind Remomeix im Norden, Coinches im Nordosten, La Croix-aux-Mines im Osten, Mandray im Süden, Saint-Léonard im Südwesten, Saulcy-sur-Meurthe im Westen sowie Sainte-Marguerite im Nordwesten.

## Geschichte
Der Ortsname (frei übersetzt etwa: Zwischen zwei Gewässern) erschien erstmals 1316 als Entre-Dous-Awes in einer Urkunde als Teil der heutigen Nachbargemeinde Mandray. Die Niedere wie auch die Hohe Gerichtsbarkeit lag in den Händen des Kapitels von Sankt Didel. Ab 1667 besaß Entre-deux-Eaux eine eigene Vikariatsstelle in Abhängigkeit von den Pfarreien in Fraize und Saulcy. Das Patronatsrecht hatte weiterhin das Kapitel St. Didel. Die Kirche Saint-Vincent entstand im 18. Jahrhundert – anfangs ein Anhang der Pfarrei in Mandray.
1835 entstanden das Rathaus (Mairie) und die Schule. Eine weitere Schule wurde 1875 im großen Ortsteil Remémont erbaut.
Bei der Bildung der bis heute bestehenden Gemeindestrukturen im Jahr 1790 kam Entre deux Eaux (damals noch ohne Bindestrich geschrieben) zunächst in den Kanton Saint-Léonard, ab 1801 zum Kanton Fraize.

### Bevölkerungsentwicklung
| Jahr      | 1962 | 1968 | 1975 | 1982 | 1990 | 1999 | 2011 | 2021 |
| --------- | ---- | ---- | ---- | ---- | ---- | ---- | ---- | ---- |
| Einwohner | 330  | 321  | 317  | 412  | 454  | 450  | 521  | 505  |

Im Jahr 1836 wurde mit 756 Bewohnern die bisher höchste Einwohnerzahl ermittelt. Die Zahlen basieren auf den Daten von cassini.ehess und INSEE.

## Sehenswürdigkeiten
- Kirche Saint-Vincent mit gotischem Chor
- mehrere Flurkreuze
- Bergwerksruinen

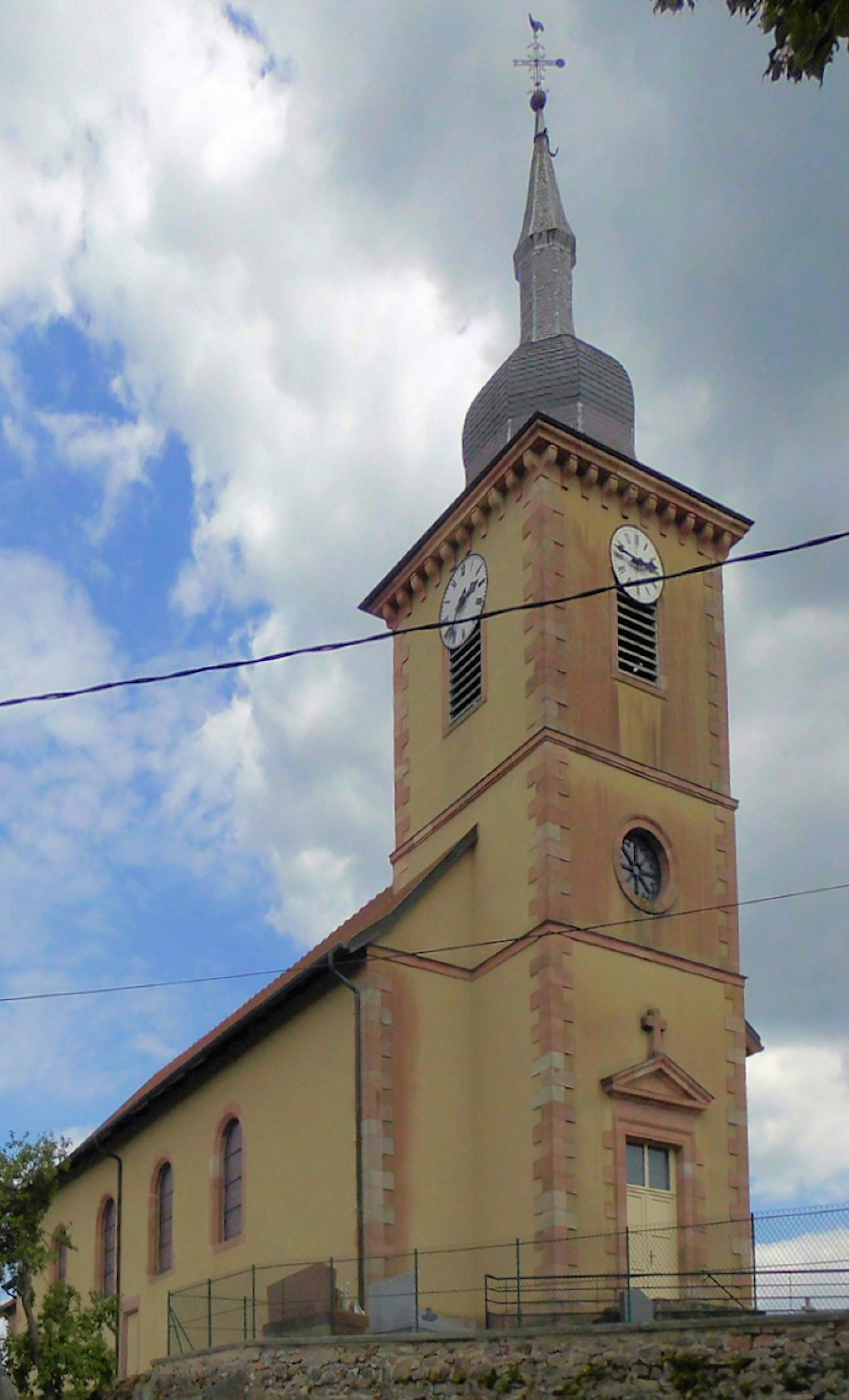
Kirche Saint-Vincent
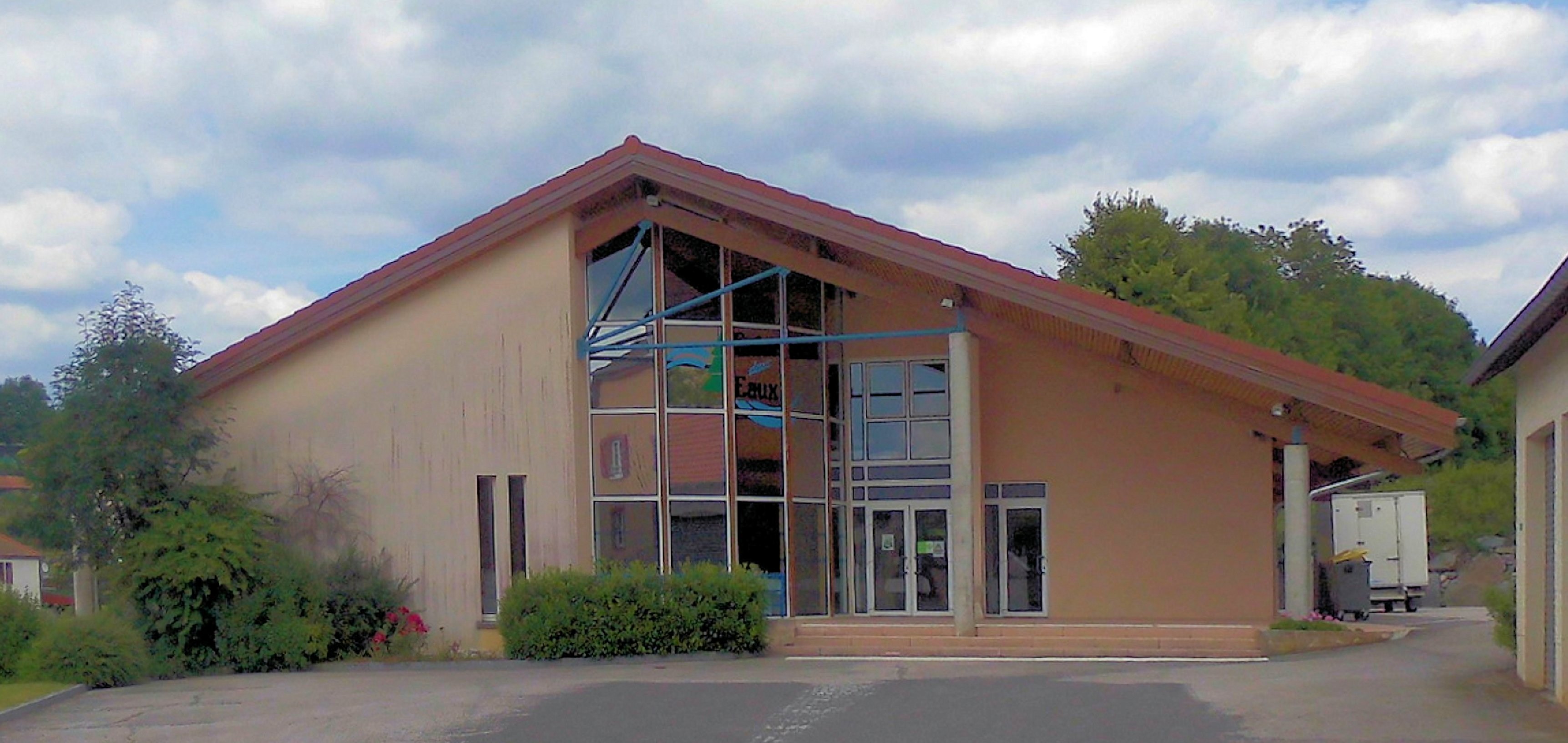
Gemeindefesthalle
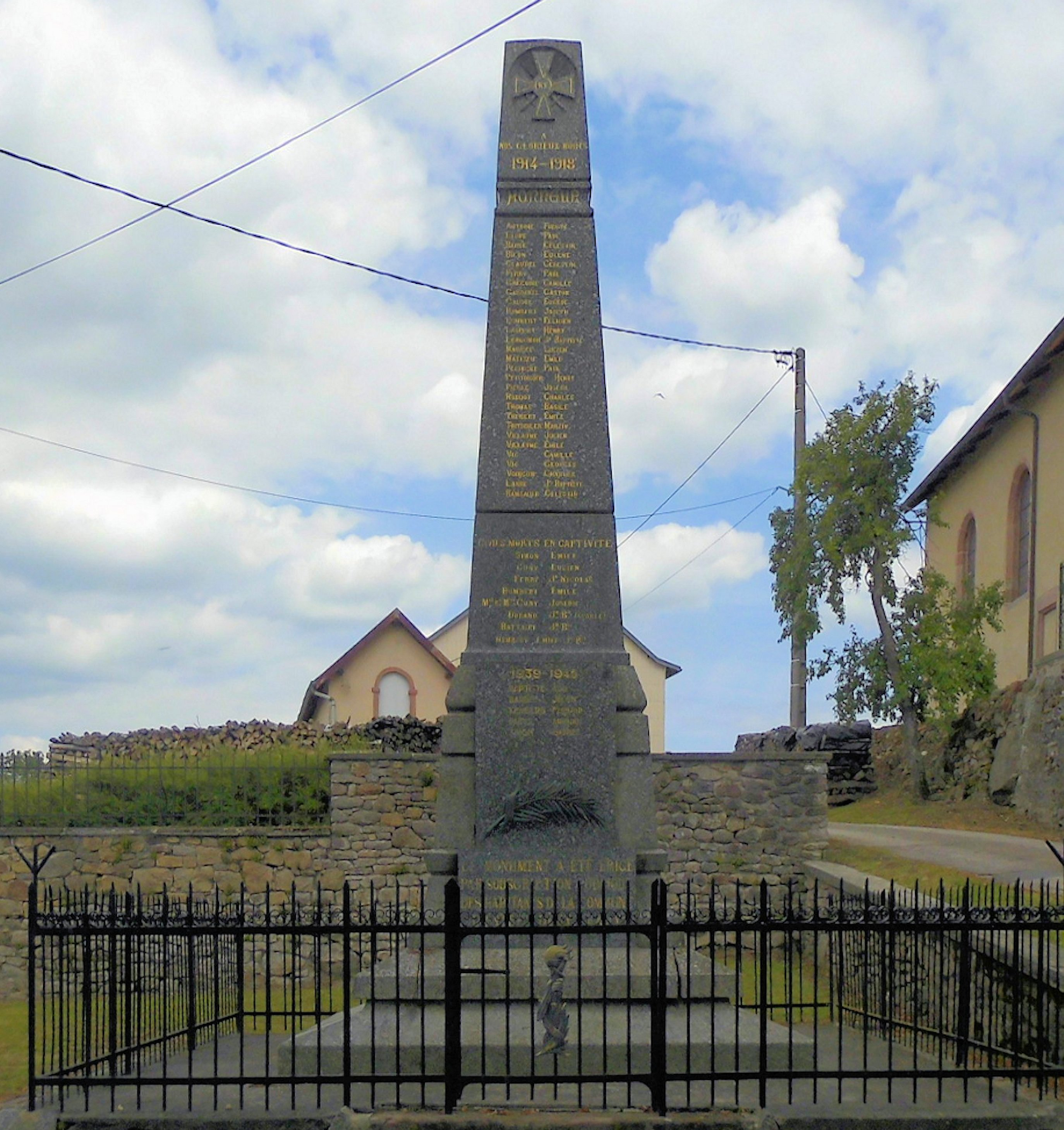
Gefallenendenkmal

## Wirtschaft und Infrastruktur
In der Gemeinde sind zwölf Landwirtschaftsbetriebe ansässig (Milchwirtschaft, Viehzucht).
Die Gemeinde Entre-deux-Eaux liegt abseits der überregional bedeutsamen Verkehrswege. Eine Straße (D 58B) verbindet die Gemeinde mit Saint-Léonard und Saulcy-sur-Meurthe im verkehrsreichen Meurthetal. Eine weitere Straßenverbindung führt nach Remomeix an der Route nationale 59. In der acht Kilometer entfernten Stadt Saint-Dié-des-Vosges bestehen Bahnanschlüsse nach Nancy, Épinal, Paris und Straßburg.

## Belege
1. ↑  Archives communales de Entre-Deux-Eaux (1668-1962). (PDF; 65 KB) In: vosges-archives.com. Archiviert vom Original am 5. März 2016; abgerufen am 7. Januar 2025 (französisch).
2. ↑  Entre-deux-Eaux auf cassini.ehess
3. ↑  Entre-deux-Eaux auf INSEE
4. ↑  Landwirtschaftsbetriebe auf annuaire-mairie.fr (französisch)